# Carex esquiroliana
Carex esquiroliana är en halvgräsart som beskrevs av Augustin Abel Hector Léveillé. Carex esquiroliana ingår i släktet starrar, och familjen halvgräs. Inga underarter finns listade i Catalogue of Life.